# Hans Wijnberg
Hans Wijnberg of Hans Wynberg (Amsterdam, 29 november 1922 - Midlaren, 25 mei 2011) was een Nederlands scheikundige. Hans is de kleinzoon van Louis Wijnberg, uitvinder van Simson, bekend van fietsbandplaksetjes. Hij is de vader van psychotherapeut Jeffrey Wijnberg en de grootvader van publicist Rob Wijnberg.

## Tweede Wereldoorlog
Hans begon zijn middelbare opleiding aan het Kennemer Lyceum in Overveen. Hans Wijnberg en zijn tweelingbroer Louis (Loek) Wijnberg (die later natuurkundige werd) werden in 1939, vlak voor de Tweede Wereldoorlog, door vader Leo, met het stoomschip s.s. Statendam, naar New York gestuurd, omdat de familie joods was. Hij studeerde er verder aan de Brooklyn Technical High School in Brooklyn, waarna hij als assistent-onderzoeker in dienst trad bij Pfizer waar hij zich bezighield met de opschaling van de productie van penicilline en vitamine C. In 1943 werd hij in Texas door het Amerikaanse leger opgeleid tot parachutist en daarna in Washington tot geheim agent. In 1944 werd hij, samen met Fred Mayer, gestationeerd bij de Amerikaanse militaire inlichtingendienst in Bari (Italië) van waaruit de geheime operaties in Zuid-Europa en de Alpenregio werden aangestuurd. Daar werd ook de operatie Greenup in het leven geroepen die als doel had de logistiek van de Duitsers in kaart te brengen. Later leidde hij onder andere de bevrijding van Innsbruck. In de oorlog werkte Wijnberg onder de naam Hugh Wynn (you win) voor de OSS, de voorloper van de CIA. De film van Quentin Jerome Tarantino Inglourious Basterds is gedeeltelijk gebaseerd op deze bevrijding van Innsbruck. De documentaire The real inglorious bastards met een kort interview met Wijnberg, laat meer zien over de achtergrond van deze film en is gebaseerd op de daden van Wijnberg en zijn medestrijder Fred Mayer in de Tweede Wereldoorlog. Wijnberg stierf de dag na de opname van deze documentaire.

## Na de oorlog
Hans en Louis overleefden als enigen van de familie de oorlog en verkochten Simson. Hans verliet het leger in 1946 en studeerde daarna scheikunde aan de Cornell-universiteit waar hij in 1949 zijn bachelordiploma kreeg. In 1952 rondde hij zijn PhD af aan de Universiteit van Wisconsin. Na een postdoc in Minnesota werd hij assistent professor in Grinnell en later associate professor aan Tulane University. Na van 1959 tot 1960 bezoekend Fulbright-professor te zijn geweest aan de Universiteit Leiden werd hij in 1960 hoogleraar in de organische chemie aan de Rijksuniversiteit Groningen waar hij zich met name bezighield met de stereochemie van organische reacties en chemische synthese. Het eerste stabiele bromonium-ion en 1,2-dioxetaan zijn ontdekkingen die onlosmakelijk verbonden zijn met Hans Wijnberg. Over de hele wereld wordt Hans Wijnberg beschouwd als een van de grondleggers van de asymmetrische organokatalyse, een veld waarin hij ver zijn tijd vooruit was. Professor Wijnberg begeleidde 63 promovendi van wie een twaalftal, onder wie Nobelprijswinnaar Ben Feringa en winnaar van de Spinozaprijs Bert Meijer, hoogleraar werden.

## Pensionering
Na zijn verplichte pensionering in 1987 richtte hij in 1988 samen met Richard Kellogg en Wolter ten Hoeve het bedrijf Syncom op, dat chemische stoffen maakt. In datzelfde jaar werd hij geridderd en kreeg hij de Universiteitsmedaille van de RUG.

Wijnberg kreeg in 1996 de Wubbo Ockelsprijs voor "creatieve organische chemische synthese" en kreeg in 2011 postuum een medaille van de stad Innsbruck.

## Trivia
- In de faculteitskamer van de faculteit Science & Engineering van het Academiegebouw van de RUG hangt sinds 2002 een portret van Wijnberg,[12] gemaakt door Carla Rodenberg.
- Op 25 mei 2013 werd een uitvoerig interview met Hans Wijnberg op radio 1 uitgezonden.[13]